# 基夫·牛頓
基夫·牛頓 PA（1952年4月10日—）為英國籍天主教會司鐸、宗座總書記官、前聖公會神職人員，是天主教設置專為聖公宗信徒和聖職人員的個別教長管轄區首位教長及榮休沃爾辛厄姆聖母個別教長管轄區教長。

## 生平

### 聖公宗時期

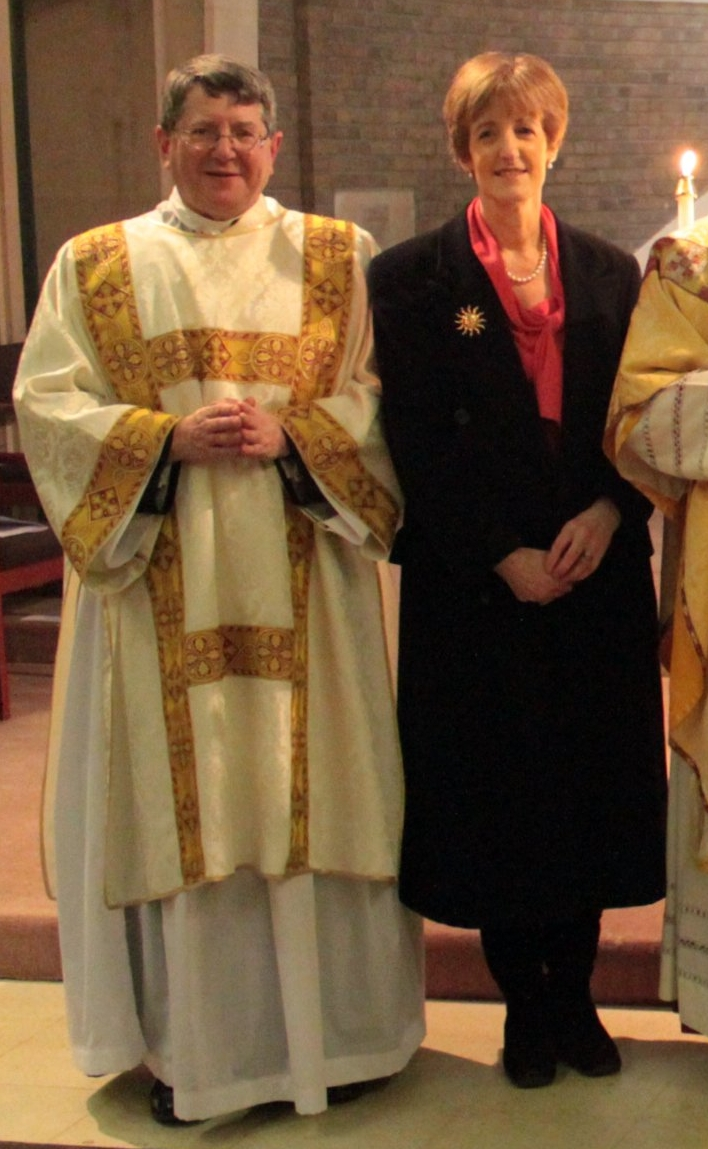
基夫·牛頓和他的妻子吉爾

牛頓生於1952年4月10日的英國英格蘭西北部著名港口城市利物浦，原是一名聖公宗信徒。他更在倫敦國王學院完成神學學士學位，並在坎特伯雷基督教會大學就讀學位教師教育證書課程。在1975年祝聖為牧師。直至2001年之前他分別任七座教堂的主任牧師、助理牧師或首席牧師。
2002年3月7日，被時任坎特伯雷大主教喬治·倫納德·凱里（英語：George Leonard Carey）任命為主教。其後派到里奇伯勒教區任教區正權主教。

### 天主教時期
2008年，他與聖座信理部官員商討改宗天主教的可能性。2008年11月7日，牛頓宣布將會改宗天主教，並加入聖座即將設立專為聖公宗信徒和聖職人員的個別教長管轄區。於2010年12月31日，里奇伯勒教區主教之職務正式完成後改宗天主教。
2011年1月1日與妻子吉爾（英語：Gill）一同改宗。由於牛頓以有婚姻和家庭，因此無法被任命為天主教主教，不過還是被祝聖為天主教司鐸，並給予蒙席頭銜及在2011年1月15日任命為首位特別主教轄區首長。他受允許穿戴權戒和主教冠，還有執帶牧杖等傳統的主教儀式配件。
2024年4月24日，教宗方濟各接納牛頓蒙席的榮休申請，並任命達味·沃樂神父為沃爾辛厄姆聖母個別教長管轄區的第二任教長，由於沃樂神父是獨身未婚，因此他可以晉牧為主教。